# Jean Coste
Padre Jean Coste (Clermont-Ferrand, 8 ottobre 1926 – Roma, 12 agosto 1994) è stato un presbitero e storico francese.

## Biografia
Divenuto Padre marista nel 1951, giunse in Italia nel 1953 dove iniziò a dedicarsi allo studio della storia della congregazione marista; dai primi anni sessanta gli fu affidata l'attività pastorale presso le borgate della zona est di Roma; Padre Coste giunge nella parrocchia di Santa Maria Causa Nostrae Laetitiae a Torre Gaia intorno al 1962, e frequentò assiduamente per circa venti anni anche la comunità di Torre Angela.
Nel corso della sua attività pastorale si interessò in maniera sempre più approfondita allo studio della topografia storica della Campagna romana, coinvolgendo anche i giovani della sua parrocchia in vere e proprie ricognizioni topografiche e divenendo uno dei maggiori conoscitori della topografia medievale della zona. Sua è la paternità del termine "incasalamento" (in alternativa a quello di incastellamento), in riferimento al fenomeno di creazione di casali fortificati nella Campagna romana tra i secoli XII e XIV.
A partire dai primi anni ottanta divenne anche archivista presso l'Archivio della basilica di S. Maria Maggiore in Roma e le sue competenze ricevettero adeguato riconoscimento nell'ambito accademico e della ricerca, venendo divulgate a ricercatori, storici, studenti ed appassionati di storia locale; costituì inoltre un ricco archivio formato da schede topografiche, fotografie e diapositive e diari e da una vastissima letteratura composta da pubblicazioni e ricerche su documenti d'archivio.
Nel 2014, a vent'anni dalla scomparsa di padre Coste, per onorarne la memoria, l'Associazione Culturale "Roma Fuori le Mura" ha indetto la Prima Edizione del "Premio Jean Coste", dedicato alle Lettere, all'Archeologia, alle Arti, fondato da Rita Pomponio con l'approvazione dei Padri Maristi e il Patrocinio dell'Università degli Studi di Roma Tor Vergata. Un premio riservato alle Scuole di ogni ordine e grado della periferia romana, la cui finalità è di incrementare tra i più giovani l'amore per le ricerche storico-archeologiche dei propri Municipi di appartenenza, della "propria terra natia". La cerimonia di premiazione ha avuto luogo il 13 maggio 2015 presso il Teatro di Tor Bella Monaca a Roma.